# L'Isola in Collina
L'Isola in Collina è una manifestazione musicale in ricordo di Luigi Tenco e si svolge ogni anno a Ricaldone (AL), il paese dove il cantautore è vissuto e cresciuto.
L'Isola in Collina nasce dalla volontà di valorizzare la canzone d'autore. È organizzata dall'Associazione Culturale Luigi Tenco con il Comune di Ricaldone, con il contributo di Cantina Tre Secoli, Regione Piemonte, Provincia di Alessandria e Fondazione CRT, e si avvale della consulenza del giornalista Enrico Deregibus.
La prima edizione del festival si è svolta nel 1992, sul piazzale della Cantina sociale di Ricaldone, si sono esibiti alcuni tra i più cari amici di Tenco (Umberto Bindi, Bruno Lauzi, Gino Paoli, Enzo Jannacci…), cantautori della seconda e della terza generazione (Roberto Vecchioni, Francesco De Gregori, Edoardo Bennato…) e giovani, all'epoca poco più che debuttanti, cui l'Isola ha portato fortuna (Samuele Bersani, Carmen Consoli, Carlo Fava...).

## Partecipanti
1992 - 1ª edizione
Cristiano De André
Timoria
Angelo Messini
Claudia Pastorino
Roberto Marzano
Simona Ugolotti
Umberto Bindi
Giorgio Conte
Paolo Frola
Luca Ghielmetti
Aldo Ascolesi
Settimo Benedetto Sardo
Edgardo Moia Cellerino
1993 - 2ª edizione
Stefano Gotta
Samuele Bersani
Francesco Baccini
Daniela Colace & Michele Ascolese
Carlo Fava Oscar Prudente
Sergio Caputo
1994 - 3ª edizione
Federico Siriani
Luigi Cilumbriello
Yo Yo Mundi
Massimo Bubola
Marco Liverani
Gatto Panceri
Mike Francis
1995 - 4ª edizione
Fabrizio Casalino
Arianna Stella
Le Masche Circo Fantasma
Yo Yo Mundi
Quartetto di Antonio Marangolo
Angela Baraldi
Andrea Delfino
Wait a moment
Alessio Bertallot
Jimmy Villotti
Daniele Silvestri
1996 - 5ª edizione
Modena City Ramblers
Vinicio Capossela 
Paolo Cogorno
Enrico Lisei
La Banda
Segnali di fumo
I Maramao
Vincenzo Lo Iacono
Enrico Candeloro
Max Manfredi
Omar Pedrini
Carmen Consoli
1997 - 6ª edizione
Giorgio Faletti
Fiati Pesanti
Roberto Durkovic
Luca Ghielmetti
Enrico Ruggeri e Luigi Schiavone
Daniele Silvestri con Max Gazzè
Marco Berruti Luigi Cilumbriello
Eugenio Finardi
1998 - 7ª edizione 
Disorganico
Clessidra
Üstmamó
Dado Bargioni Ivano Calcagno
Bruno Lauzi
PFM
1999 - 8ª edizione
Francesco De Gregori
Matì
Andrea Mirò
Enrico Ruggeri
Tre Martelli
Yo-Yo Mundi
Mau Mau
2000 - 9ª edizione
Zotto
Buona Audrey
Quintorigo
Max Gazzè
Claudio Rossi
Giorgio Conte
Enzo Jannacci
2001 - 10ª edizione
Alessandro Bellati
Andrea Mirò
Gino Paoli
Augusto Forin
Franco Rapillo
Davide Van de Sfroos
Edoardo Bennato
Gianfranco Biino Bijos
Miguel Pujado
Valerie Ambroise
Nanni Svampa
2002 - 11ª edizione
Modho
Le nuove tribù zulu
Negrita
Isa trio
Alberto Fortis
Roberto Vecchioni
2003 - 12ª edizione
Susanna Parigi
DeltaV
Tiromancino
Mircomenna 
Gianmaria Testa
Mimmi Locasciulli e Greg Cohen
Ron
2004 - 13ª edizione 
Riccardo Maffoni
Marco Ongaro
Stadio
Fabio Caucino
I mercanti di liquore
Samuele Bersani
2005 - 14ª edizione
Flavia Ferretti
Perturbazione
Il Parto delle Nuvole Pesanti
Cristina Donà
Massimo Lajolo
Carlo Fava
Gianna Nannini
2006 - 15ª edizione
Fabrizio Consoli
La Macina
Gang
Yo Yo Mundi
Maria Pierantoni Giua
Pino Marino
Ivano Fossati
2007 - 16ª edizione
Leo Pari
Pier Cortese
Simone Cristicchi
Mariposa
Morgan
Mauro Pagani con Badara Seck
2008 - 17ª edizione
Ettore Giuradei
L'Aura
Avion Travel
Deimos
Rosa tatuata
Afterhours
2009 - 18ª edizione
17perso
Flavio Giurato
Sergio Caputo
Jeremy
Tre Allegri Ragazzi Morti
Frankie hi-nrg mc
2010 - 19ª edizione
Massimo Stona
Banda Elastica Pellizza
Bandabardò
Alessandro Bellati
Piji
Tiziana Ghiglioni
2011 - 20ª edizione
Marco Notari
Zibba
Gino Paoli
Carlot-ta
Mauro Ermanno Giovanardi
2012 - 21ª edizione - Eugenio Finardi
2016 - 22ª edizione - Yo Yo Mundi - Paolo Bonfanti - Cristina De Nico - Mauro Pagani - Fabrizio Zanotti
2017 - 23ª edizione - Lo Straniero - Marlene Kuntz - Gino Paoli Jazz Trio e l'Orchestra Classica di Alessandria